# Ivo Milovanovič
Ivan »Ivo« Milovanović, slovenski športni novinar in reporter, * 12. julij 1952, Breg pri Borovnici.

## Življenjepis
Kmalu po rojstvu se je s starši preselil v Celje in tam živel do 1971, ko je po končani srednji šoli odšel na študij na Fakulteto za sociologijo, politične vede in novinarstvo v Ljubljani. Po študiju se je 1976 zaposlil na RTV Slovenija v uredništvu za gospodarske oddaje, dve leti kasneje pa v športnem uredništvu. Leta 1980 je postal urednik športnega uredništva, od 1986 do 1990 je bil vodja programske enote, zatem svetovalec direktorja in od 1997 do 2001 vodja službe za trženje TV programov. Od decembra 2001 ponovno deluje kot komentator športnih prenosov.  
Prvič je neposredni prenos opravil decembra 1974 in je doslej zbral 2232 neposrednih prenosov. Kot novinar je udeleženec poletnih olimpijskih iger 1984 v Sarajevu, 1992 v Barceloni, 1996 v Atlanti, 2000 v Sydneyju, 2004 v Atenah in 2008 v Pekingu ter v Londonu 2012.  
Svetovno prvenstvo v nogometu je kot novinar-komentator  spremljal od leta 1978,(9x) evropsko prvenstvo v nogometu od leta 1976(10x), evropske pokale(  16 x finale pokal prvakov, 7x finale pokala pokalnih zmagovalcev, 10x finale pokala UEFA, 1x finale pokala evropske lige ter 5 x finale super pokal UEFA) . Opravil je prenose 63x tekem reprezentance Jugoslavije in 82 tekem reprezentance Slovenije.
Svetovno prvenstvo v rokometu je spremljal od leta 1986 (15x moški,8x ženske),  evropsko prvenstvo (12x moški in 4 x ženske) . Za njim je 234 prenosov  tekem moške reprezentance Slovenije in 44 ženskih.  
Svetovno prvenstvo v veslanju od leta 1989( 15x) evropsko prvenstvo(3x) in svetovni pokal( 25x).  
Aktivno se je ukvarjal z nogometom med letoma 1963 do 1976 in bil član Kladivarja Celje in ljubljanskega Slovana. Tri leta je bil trener NK Podpeč-Preserje in se vsako leto uvrstil ligo višje. V obdobju 1992 do 1996 je bil podpredsednik Kluba pokroviteljev OKS, med letoma 1996 do 2006 pa član predsedstva Rokometne zveze Slovenije. Štiri leta je bil član predsedstva EGTA, evropske oglaševalske organizacije Evrovizije. 
Je poročen z nekdanjo atletinjo Tatjano Paušer,  imata hčer Tjašo in vnukinji Tajo in Brino.
Upokojenec od junija 2018, živi v Mozirju. Od leta 2015 je vodja Akademije za vzgojo športnih komentatorjev pri Sportklub TV, ustanovitelj in vodja OO prireditve  naj Športnik Zg. Savinjske, redni udeleženec številnih humanitarnih prireditev.
Avtor številnih člankov, kolumen v tiskanih medijih(Ekipa, Delo, Dnevnik Večer) in MMC TV Slovenija. Je avtor publikacije Informiranje in PR v športu. Pogostokrat  je bil voditelj  na posameznih prireditev (2x sprejem Olimpijcev Slovenije, rokometašic Krim Mercatorja, moške rokometne reprezentance, rokometašev Celja Pivovarne Laško,...)    